# Миклушевский, Владимир Владимирович
Влади́мир Влади́мирович Миклуше́вский  (род. 15 сентября 1967, Свердловск, РСФСР, СССР) — российский государственный и политический деятель. Ректор Московского политехнического университета с 28 декабря 2017. Член партии «Единая Россия». Доктор технических наук, автор более 60 научных работ.
Губернатор Приморского края с 16 марта 2012 по 4 октября 2017 (временно исполняющий обязанности губернатора Приморского края с 28 февраля по 16 марта 2012 и с 31 мая по 22 сентября 2014).

## Биография
Родился 15 сентября 1967 года в Свердловске.
В 1990 году окончил с отличием Московский институт стали и сплавов по специальности «инженер-металлург». С 1990 по 1993 год проходил обучение в аспирантуре МИСиС, после чего начал преподавательскую деятельность на кафедре редких металлов и порошковой металлургии МИСиСа.
В 1998 году назначен начальником планово-экономического управления МИСиС.
В 2003 году защитил диссертацию по теме «Научные и технологические основы комплексной утилизации вторичного литийсодержащего сырья совмещенным процессом синтеза и восстановления алюминатов лития».
В 2004 году — проректор МИСиС по экономике и финансам, спустя 3 года, в апреле 2007 года стал первым проректором Московского института стали и сплавов.
С сентября 2007 года — директор Департамента прогнозирования и организации бюджетного процесса Минобрнауки России, а с 1 сентября 2008 года — заместитель министра образования и науки Российской Федерации.
В 2009 году присвоен классный чин Действительного государственного советника Российской Федерации 3 класса.
8 октября 2010 года по распоряжению Председателя Правительства Российской Федерации В. Путина назначен ректором Дальневосточного федерального университета (ДВФУ).
28 февраля 2012 года назначен временно исполняющим обязанности губернатора Приморского края после отставки прежнего губернатора Сергея Дарькина.
16 марта 2012 года по предложению Президента РФ наделён полномочиями губернатора Приморского края. За В. В. Миклушевского проголосовали 34 из 38 депутатов.
28 декабря 2017 года приказом Минобрнауки России № 177 от 27 декабря 2017 года назначен исполняющим обязанности ректора Московского политехнического университета.
Женат, имеет сына.

## Деятельность на посту губернатора Приморского края
На первой пресс-конференции в должности временно исполняющего обязанности губернатора Владимир Миклушевский сделал несколько громких заявлений. Он объявил о намерении декриминализировать край, разобраться со всеми случаями коррупции, уволить бездействующих чиновников, а также открыть личный сайт для общения с жителями Приморья и завести собственную страничку на Твиттере.
«Сайт был сделан очень быстро, а в Твиттере Миклушевский отписывается почти ежедневно, выкладывает фотографии с места событий. Таким нехитрым способом новый губернатор стал знатным ньюсмейкером, и занял пятую строчку в рейтинге цитируемости губернаторов-блогеров.
Микроблог губернатора с удовольствием читают приморцы, пишут, не стесняясь в выражениях, обо всём, что творится в крае, просят помощи, корят за бездействие. На все, даже самые безумные, послания Миклушевский отвечает, интересуется, уточняет.» — пишет KP.RU
В первые дни своей работы в качестве губернатора Приморского края В. В. Миклушевский изменил состав Администрации края, а именно список своих заместителей. Было принято решение сократить количество вице-губернаторов с 10 до 8. Только четверо заместителей из команды С. М. Дарькина сохранили за собой посты, остальные были уволены приказом В. В. Миклушевского. В. В. Миклушевский заменил большее количество глав муниципальных образований, поставив на их места преданных ему людей, для чего отменялись всенародные выборы глав путем внесения изменений в уставы муниципальных образований.
В первые месяцы своего правления В. В. Миклушевский проявил себя как человек демократичного склада. В здании администрации края был ликвидирован «губернаторский лифт», ходивший без остановок с 1-го по 7-й этаж, на котором располагается кабинет главы края. Была создана Общественная палата, против которой выступал С. М. Дарькин. Отказался от спецсигнала, выделенного ему по Закону, и специальной номерной серии. При этом был неоднократно замечен передвигающимся на двухместном вертолете.
Специальная номерная серия, выделенная для Администрации Приморского края, была введена для «обозначения» на дороге сотрудников краевой администрации. Но ввиду скандала, разгоревшегося в июле 2012 года, когда водитель одного из вице-губернаторов грубо нарушил ПДД, выехав на встречную полосу, серия была отменена личным распоряжением губернатора. Номера были переданы автомобилям Скорой медицинской помощи края. Водитель был уволен по указанию губернатора.
С 28 июля 2012 по 22 февраля 2013 и с 7 апреля по 10 ноября 2015 — член президиума Государственного совета Российской Федерации.
2 сентября 2012 года, выступая на открытии заседания старших должностных лиц саммита Азиатско-Тихоокеанского форума экономического сотрудничества (АТЭС), объявил о необходимости создать в регионе «административный оффшор» и дал об этом поручения своим заместителям. По мнению В. В. Миклушевского, это поможет противостоять коррупции и повысит инвестиционную привлекательность края в глазах иностранного бизнеса.
После саммита губернатор В. В. Миклушевский фигурировал в скандале вокруг волонтёров, которым за работу на мероприятии В. Путиным был обещан круиз в Японию на лайнере «Легенда морей», но вместо них в Страну восходящего солнца отправились чиновники и их родственники. На жалобы обиженных волонтёров В. В. Миклушевский заявил, что время для оформления виз уже упущено, но обещал всё же в иной форме поощрить тех волонтёров, кто «по объективным причинам не попал в состав туристических групп». 14 сентября 2012 года МИД РФ пояснил, что в группе из 508 человек, прибывших в Японию в рамках обещанного Путиным круиза, находятся 460 волонтёров, работавших на саммите АТЭС.
С 30 июня по 4 июля 2014 года в Харбине была проведена выставка «Первое Российско-Китайское ЭКСПО», положительный результат которой Владимир Миклушевский предложил повторить во Владивостоке в 2016 году, с целью развития инфраструктуры и жилищного строительства региона.
Освобождён от должности досрочно по собственному желанию Указом Президента России 4 октября 2017 года.

## Награды
- Орден Дружбы (15 ноября 2017 года)[18].